# Tamalia inquilinus
Tamalia inquilinus är en insektsart som beskrevs av Miller, D.G. 2000. Tamalia inquilinus ingår i släktet Tamalia och familjen långrörsbladlöss. Inga underarter finns listade i Catalogue of Life.